# Echeneidae

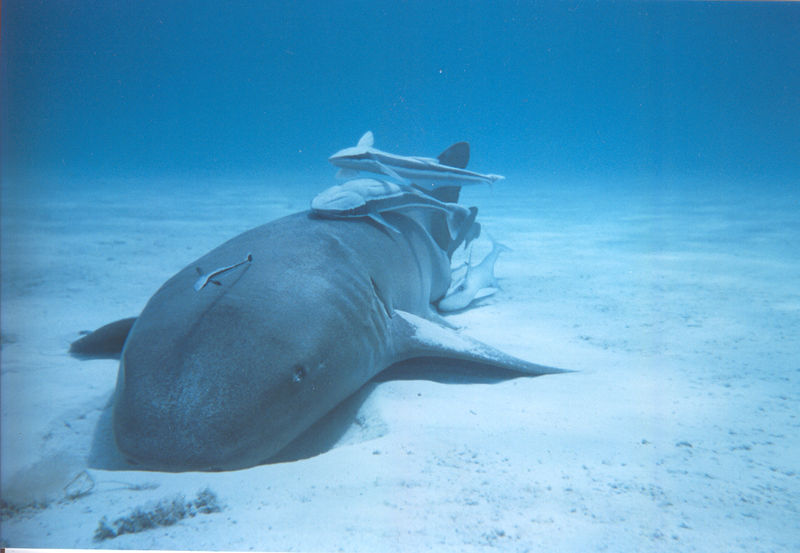
Tiburón nodriza con rémoras.

Las rémoras son peces marinos de aletas radiadas de la familia Echeneidae. Dependiendo la especie, pueden crecer hasta los 30-110 cm de largo. Sus aletas dorsales distintivas toman la forma de un órgano oval modificado como una ventosa, con una estructura interna de listones que se abren y cierran para crear succión y sujetarse firmemente a la piel de animales marinos más grandes, como tiburones, tortugas, ballenas, etc. usándolos como medio transporte. Tienen una distribución cosmopolita por todos los océanos del mundo. Algunas especies presentan gran especificidad por la especie de hospedador al que se pegan, pudiendo despegarse a menudo para comer.

## Morfología
Tienen el cuerpo alargado, llevando en la cabeza aplastada un característico "disco de succión", el cual lleva entre 10 y 28 láminas transversales móviles que les permite aferrarse con fuerza a la piel de otro animal grande, las aletas no presentan espinas, no teniendo vejiga natatoria direccional.
La rémora tiene un cuerpo alargado cubierto de pequeñas escamas y crece de 30 centímetros a 1,10 metros de largo. Su cabeza es aplanada y lleva el órgano de succión formado a partir de la primera parte de la aleta dorsal con rayos duros en la parte superior. El órgano de succión consta de 10 a 28 láminas móviles rodeadas por un borde carnoso, formándose ya en peces juveniles de 27 mm de longitud. La mandíbula inferior es más larga que la mandíbula superior («boca superior»). Las aletas dorsal y anal se enfrentan simétricamente y están sostenidas por 18 a 45 radios de aleta. No tienen rayos duros. Falta una vejiga natatoria. El número de radios branquiostegales es de ocho a once, el número de vértebras de 26 a 41.

### Descripción y características
Estos peces tienen el cuerpo alargado y carecen de aleta dorsal en la mitad anterior del cuerpo, que se transforma en una ventosa formada por varias laminillas transversales. Su boca está invertida: la mandíbula superior es más corta y móvil.
Las rémoras miden alrededor de 40 cm de longitud, pero algunas especies, como la rémora cónica, pueden alcanzar el metro de longitud.

## Mutualismo
Mala nadadora, la rémora utiliza a otros peces más grandes -su compañero favorito es el tiburón - cetáceos, tortugas marinas o incluso embarcaciones atándose a ellos mediante el poderoso disco de adherencia de su cabeza, que sustituye a su aleta dorsal. Libra a los peces a los que se adhiere de sus parásitos ya que se alimenta de lo que encuentra en su huésped y se cuela en las branquias; a veces también se alimenta de los restos de las comidas de los tiburones. Sin embargo, se ha descubierto que su sistema de fijación deteriora la piel de algunos huéspedes. La fijación es tan fuerte que algunos pescadores atan una cuerda a la cola de la rémora para capturar tortugas. En una ocasión se observó una rémora adherida al paladar de una manta raya, neutralizando prácticamente la función nutritiva.
Sin embargo, esta interacción no puede considerarse realmente parasitismo y se prefiere hablar de asociación forética del tipo mutualista.

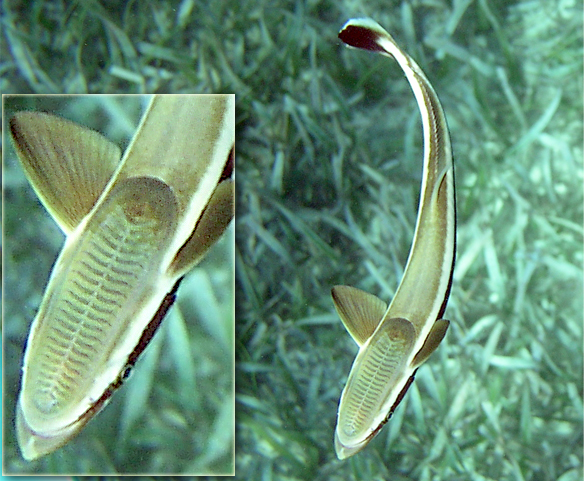
Remora y detalle de la ventosa.
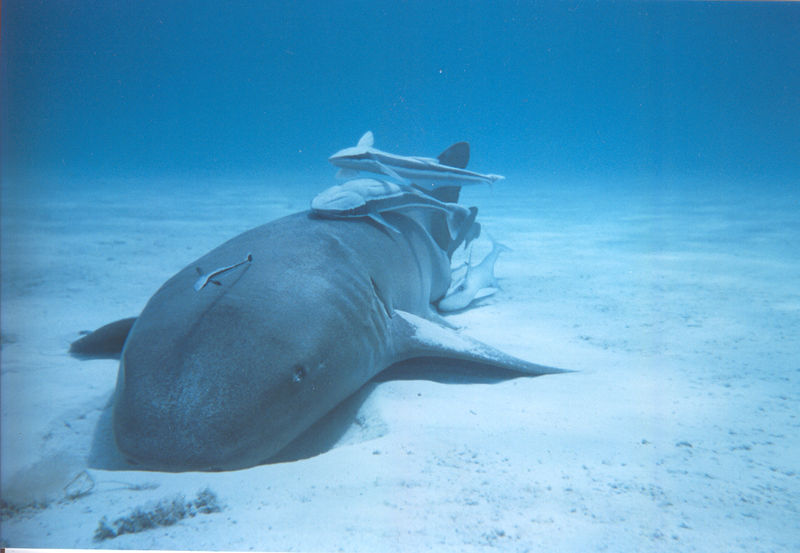
Rémoras y Requin (Ginglymostoma cirratum).
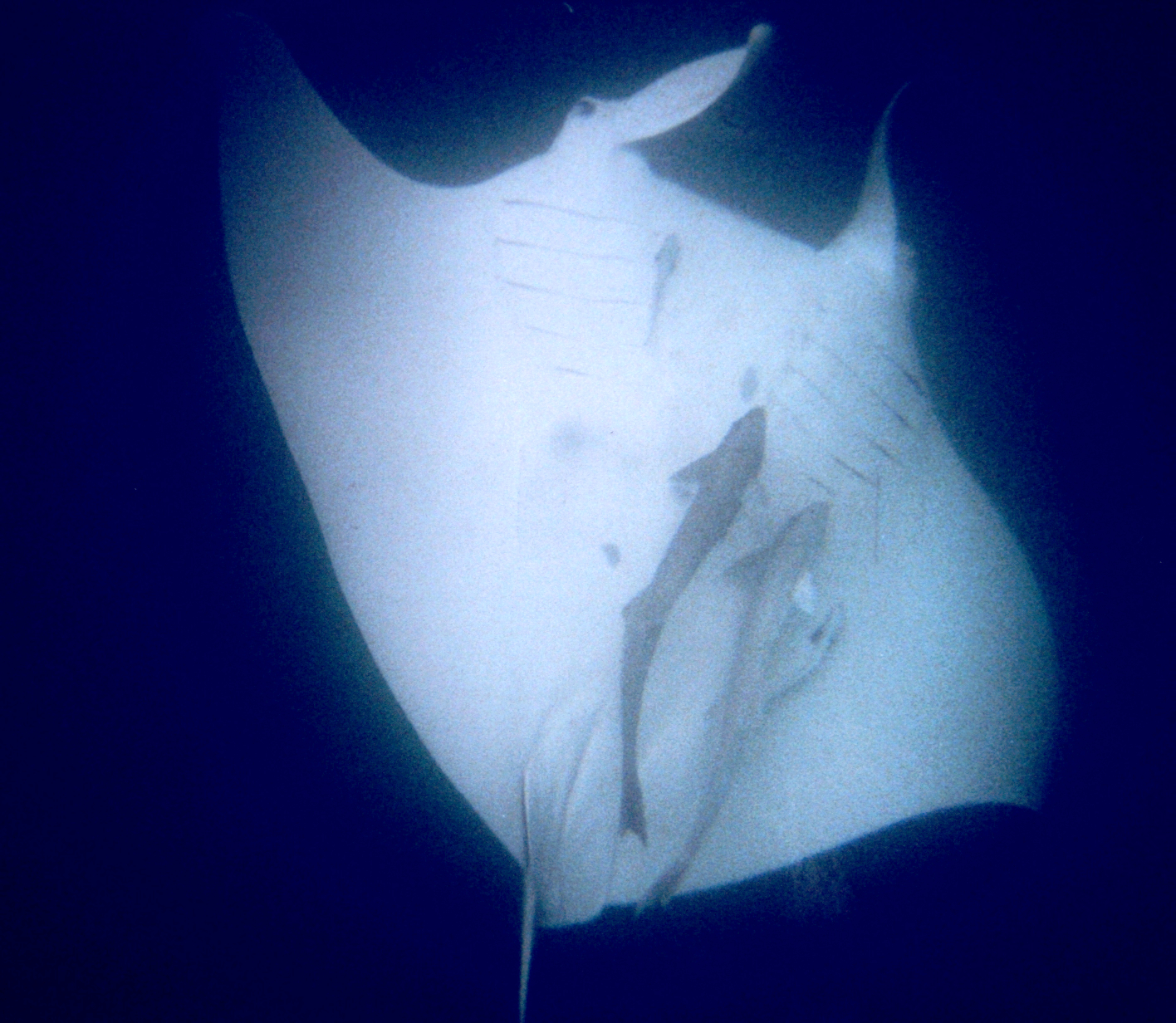
Las mantas raya y su rémora.
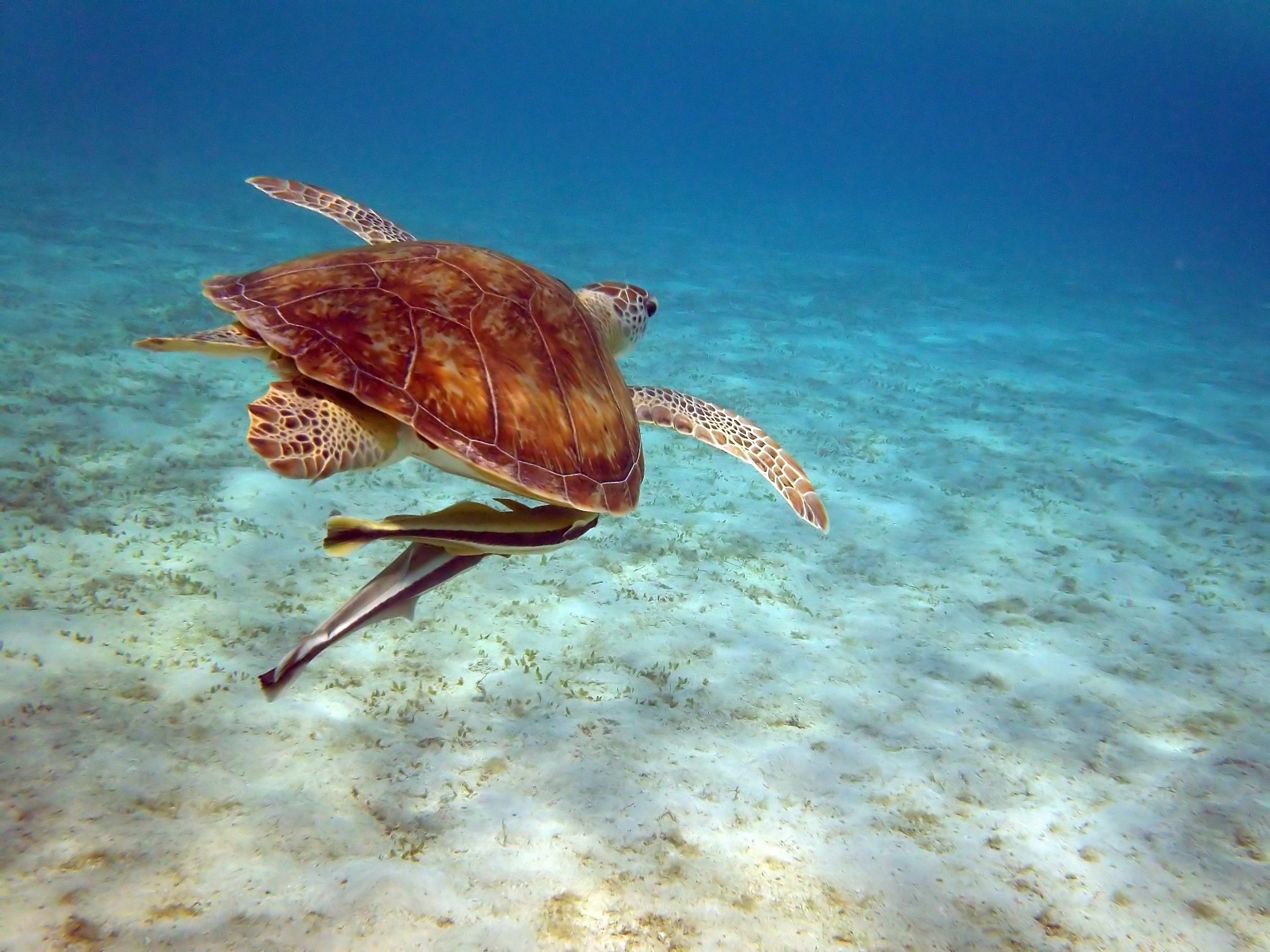
Con una tortuga verde
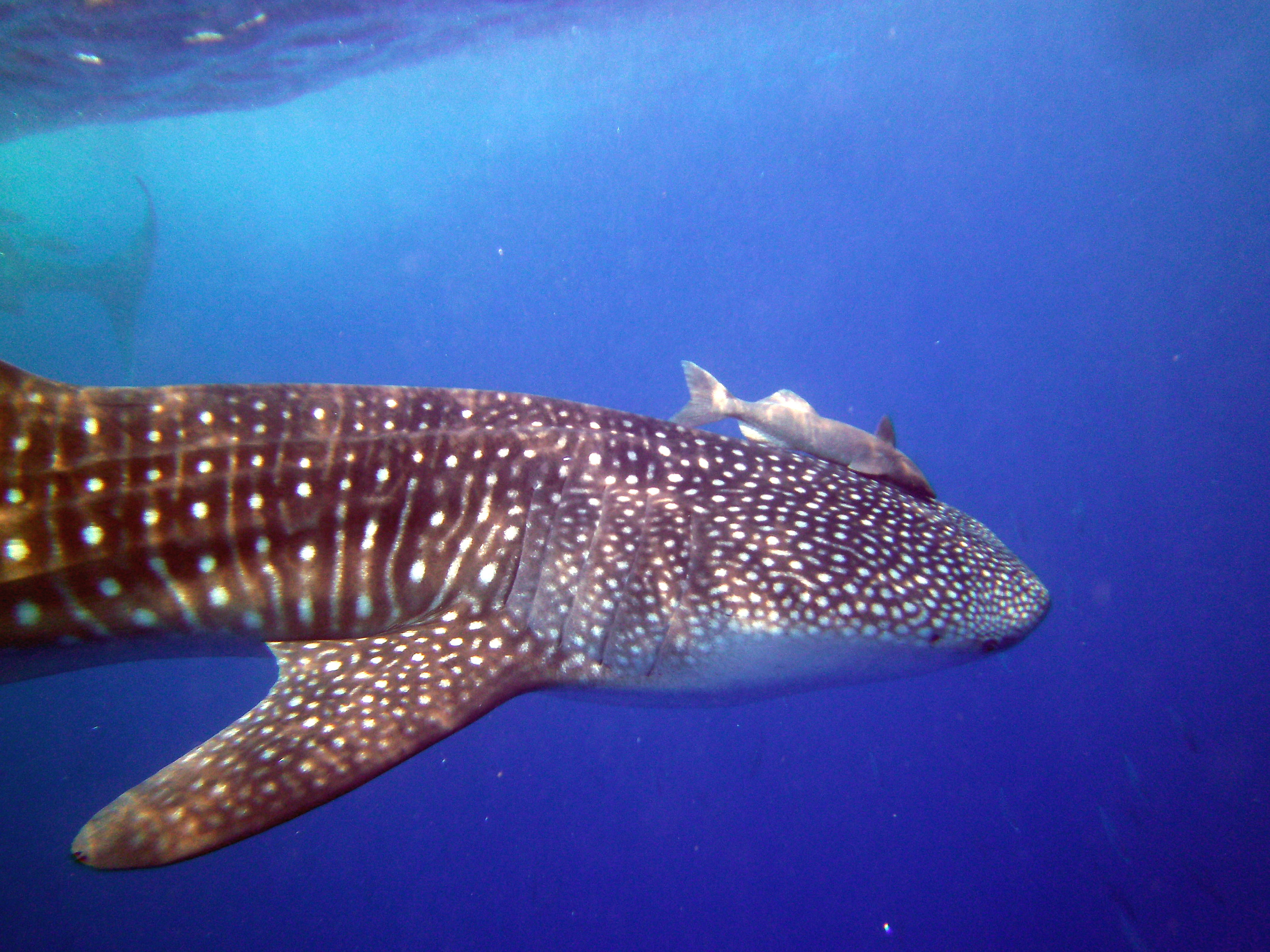
Sobre un Tiburón ballena

## Interacciones con pescadores y leyendas

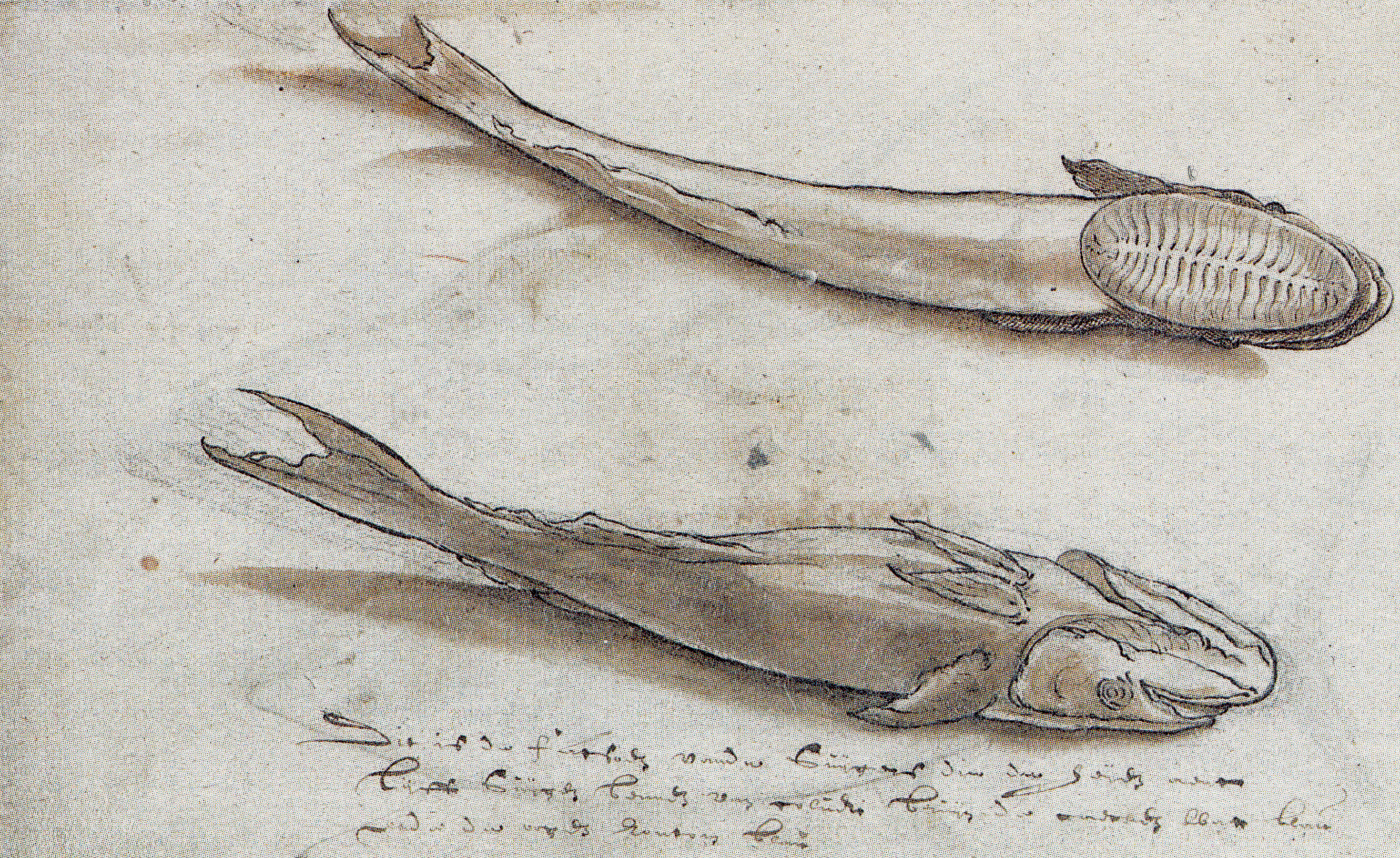
Ilustración historica de principios del

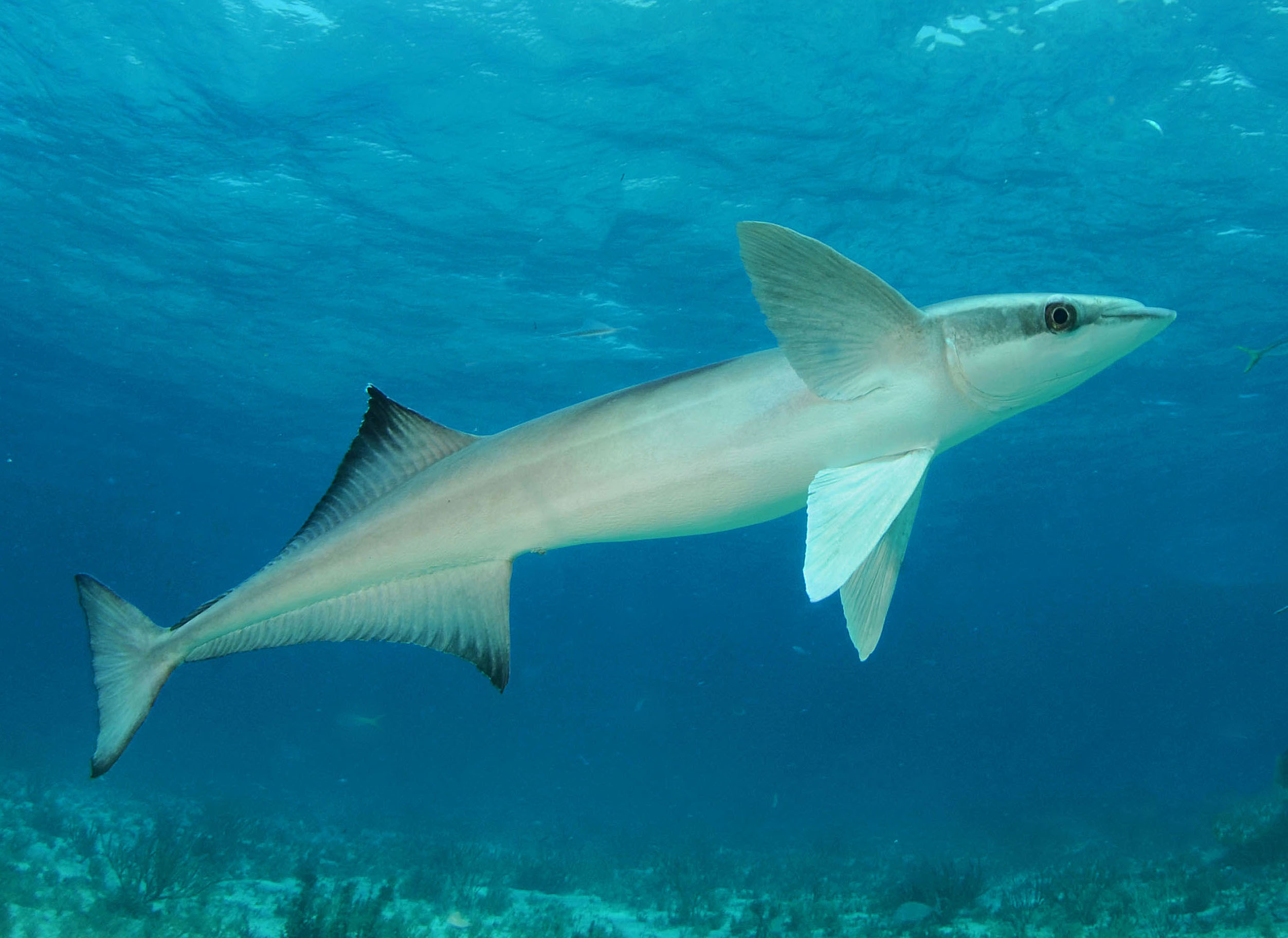
Rémora característica.

Las rémoras son utilizadas por los pescadores del Océano Índico, Australia y el Caribe: atan una cuerda a la cola del pez y esperan a que se fije firmemente al caparazón de una tortuga. Se dice que los pescadores pueden capturar así grandes tortugas.
La rémora fue objeto de una maravillosa leyenda en la Antigüedad y hasta el siglo XVII, ya que se creía que podía inmovilizar los barcos si se sujetaba a ella. Esta leyenda fue objeto de una síntesis en el siglo XVII por el erudito alemán Gaspar Schott.
La etimología del término griego echenéis (de echein: sostener, retener y naos: barca) da lugar a dos interpretaciones, una racional, otra fabulosa: el que se aferra a la barca o el que sostiene la barca. Aristóteles en su Historia de los animales (L. II) y Plinio el Viejo en su Historia natural describen a este pez. [Ovidio también lo menciona. La leyenda de la rémora crece principalmente a partir del siglo I, y llega hasta la Edad Media.
- Aristóteles habla así de ella (Historia de los animales, II, 14, 505 b):

Entre los peces de roca, hay uno pequeño llamado rémora: se utiliza en los juicios y para componer los philtres. No es comestible. Algunos afirman que tiene patas, pero es un error: en realidad, parece tenerlas porque sus aletas parecen pies

 (traducción de Pierre Louis)
- Plinio el Viejo (IX, 41; XXXII, 1) habla de una rémora que detuvo la galera de Antonio durante la batalla de Actium, y luego, según una anécdota tomada de Heródoto, una rémora detuvo a Periandro, que impidió así la masacre de los jóvenes en la isla de Knidos (Heródoto III, 2).

(Plinio, Historia Natural, l. XXXII, 2, París : Belles Lettres, E de Saint Denis, 1966, p. 22)
Véase también Oppian de Corycos, Halieutica], 1, 212-242;
Eliano, Naturaleza de los animales, 1, 36; 2, 17.

Este es un pez que ha recibido la alta mar como parte, que es de color negro, del tamaño de una anguila mediana, y que deriva su nombre de lo que hace cuando, después de adherirse con fuerza destructora a un barco que navega llevado por una buena brisa, y habiendo hundido sus dientes en el extremo de la proa, frena el impulso del barco, lo entorpece y lo bloquea, como un hombre que tira violentamente hacia atrás, mediante un fuerte golpe en las riendas, un caballo feroz que rechaza el bocado. En vano se da toda la vela, los vientos soplan sin efecto, y los pasajeros se desmoralizan. Los marineros, en cambio, comprenden y saben bien lo que le ocurre a su barco. De ahí su nombre: los expertos lo llaman "barco bloque"" p. 43-44.

Ovidio, Halieutica, v.99,
Lucano lo ve como un castigo divino y el "producto de un parto siniestro / " fetu genuit natura sinistro micetur" que vendrá a poblar las aguas de la Estigia: "puppim retinens Euro tendente rudentes In mediis echenis aquis"/ "la rémora, que retiene en medio de las aguas la popa cuando el eurus tiende los cables." Farsalia La Guerra Civil, VI, 674 p. 34 (trad. À Bourgery y M. Ponchony, París: Belles Lettres,1929)
- Alberto Magno De Animalibus; l. XXIV, lo confunde con echineidem echino (erizo de mar).

Durante el Renacimiento, se convirtió en un símbolo de la alquimia (uno de los símbolos alquímicos del frío, y se invoca por sus poderes inmovilizadores), y también se confunde mucho con el delfín (Conrad Gesner, Pierre Belon y Ulysse Aldrovandi).
Numerosos emblemas del siglo XVI muestran este pez y Guillaume Rondelet, en su Histoire des poissons, subraya también la diversidad de sus formas y nombres. Cyrano de Bergerac, en sus Estados e Imperios del Sol, escenifica la batalla entre la rémora (el animal-hielo) y la salamandra (el animal-fuego). Es con Linné cuando la rémora pierde definitivamente su carácter legendario y sus propiedades alquímicas.

## Fisiología

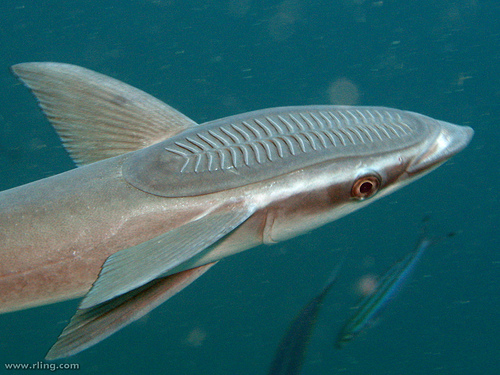
Disco de succión de un Slender Suckerfish. En la Laguna Beqa, Fiji.

La investigación de la fisiología de la rémora ha sido muy beneficiosa para la comprensión de los costes de ventilación en los peces.
Las rémoras, como muchos otros peces, tienen dos modos diferentes de ventilación. La ventilación por carnero es el proceso en el que a mayor velocidad la rémora utiliza la fuerza del agua que pasa junto a ella para crear un movimiento de fluido en las branquias. Alternativamente, a velocidades más bajas la rémora utilizará una forma de ventilación activa, en la que el pez mueve activamente el fluido a través de sus branquias. Para utilizar la ventilación activa, el pez debe utilizar activamente energía para mover el fluido; sin embargo, determinar este coste energético es normalmente complicado debido al movimiento del pez cuando utiliza cualquiera de los dos métodos.  Por ello, la rémora ha demostrado ser muy valiosa para encontrar esta diferencia de costes (ya que se adhieren a un tiburón o a un tubo y, por tanto, permanecen inmóviles a pesar del movimiento o la falta de movimiento del agua). Los datos experimentales de los estudios sobre la rémora descubrieron que el coste asociado para la ventilación activa creaba un consumo de energía entre el 3,7 y el 5,1% mayor para mantener la misma cantidad de flujo de fluido que los peces obtenían utilizando la ventilación de ariete.
Otras investigaciones sobre la fisiología de la rémora surgieron como resultado de estudios a través de múltiples taxones, o utilizando la rémora como grupo externo para ciertos estudios evolutivos. Con respecto a este último caso, las rémoras se utilizaron como grupo externo cuando se investigó la resistencia a la tetrodotoxina en las rémoras, los peces globo y las especies relacionadas, y se descubrió que las rémoras (concretamente el Echeneis naucrates) tenían una resistencia de 6,1-5,5×10-8 M.

## Hábitat

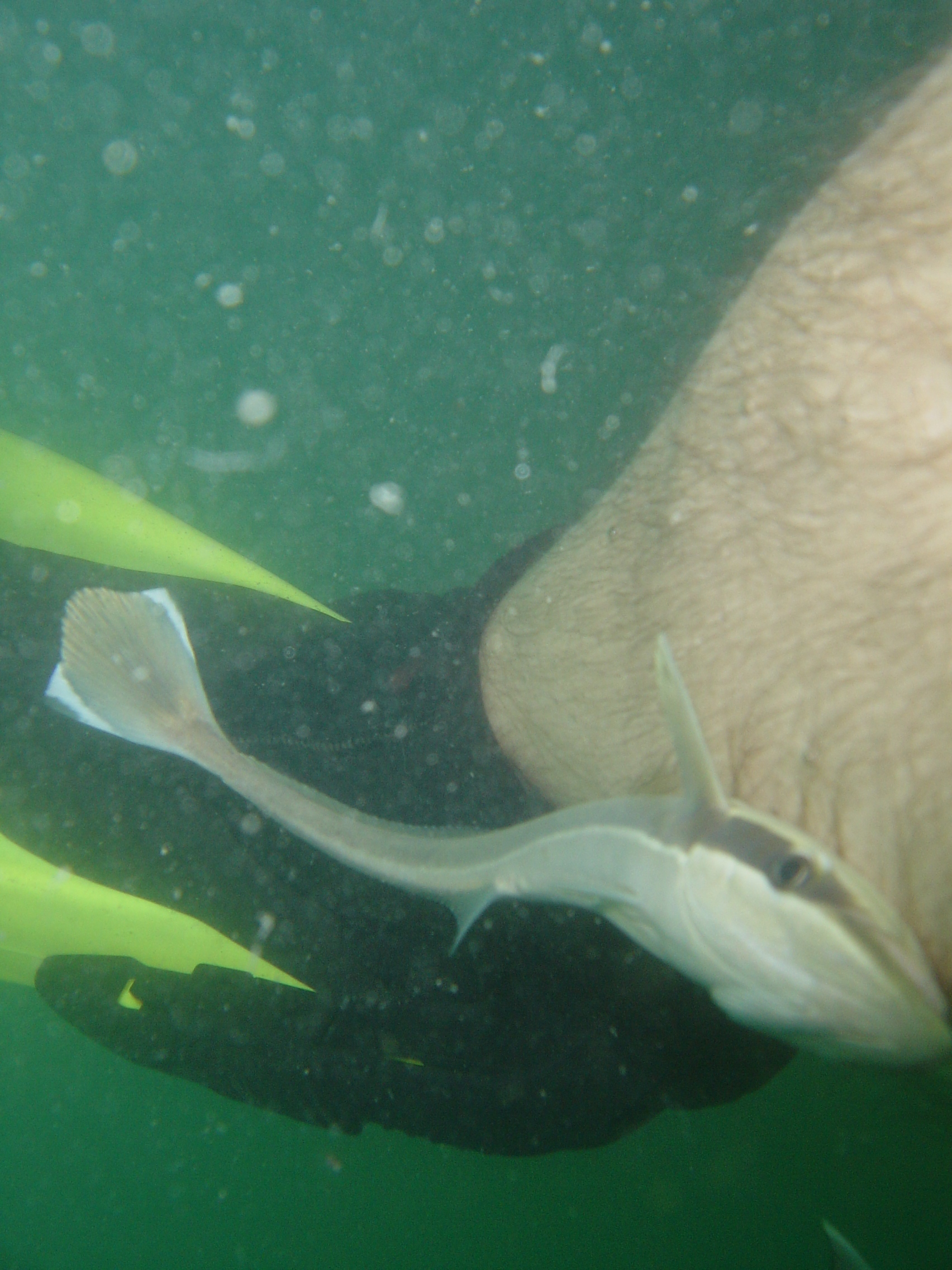
Algunas rémoras, como esta Echeneis naucrates, pueden adherirse a los buceadores

Las rémoras son habitantes de los océanos abiertos tropicales, pero ocasionalmente se encuentran en aguas de templado o costeras si se han adherido a grandes peces que han vagado por estas zonas. En el Océano Atlántico medio, el desove suele tener lugar en junio y julio; en el Mar Mediterráneo, se produce en agosto y septiembre. El disco de succión comienza a mostrarse cuando las crías miden aproximadamente 1 cm (0,4 plg). Cuando la rémora alcanza unos 3 cm (1,2 plg), el disco está completamente formado y la rémora puede entonces adherirse a otros animales. La mandíbula inferior de la rémora se proyecta más allá de la superior, y el animal carece de vejiga natatoria.
Algunas rémoras se asocian a especies anfitrionas específicas. Es común encontrarlas adheridas a tiburones, manta rayas, ballenas, tortugas y dugongoss, de ahí los nombres comunes de «chupatiburones» y «chupaballenas».  Las rémoras más pequeñas también se sujetan a peces como el atún y el pez espada, y algunas rémoras pequeñas viajan en la boca o las branquias de grandes mantas, pez luna, peces espada y pez vela.
La relación entre una rémora y su hospedador suele ser de comensalismo, concretamente de foresis.

## Efectos hidrodinámicos
Las relaciones simbióticas se han desarrollado a través de la evolución natural. Por ejemplo, la del pez rémora adherido al cuerpo de un tiburón. Desde el punto de vista de la rémora, esto podría estar asociado a una mayor eficiencia hidrodinámica en la natación y esto ha sido investigado. Para entender la estrategia de natación de la rémora en el estado de fijación, se han realizado estudios sistemáticos utilizando software de dinámica de fluidos computacional, para analizar y comparar las características de resistencia de la rémora en condiciones de natación fijada.
Los investigadores han analizado cuál es el efecto del flujo de la capa límite desarrollada y el efecto del gradiente de presión adverso en las características hidrodinámicas de la rémora. Los resultados indican que la resistencia de la rémora puede reducirse, en general, a la mitad cuando está adherida. Además, los resultados también han demostrado que la tasa de reducción de la resistencia aumenta con el espesor de la capa límite desarrollada y puede estimarse utilizando la relación de espesor de la capa límite y el déficit de velocidad. Los estudios indican que los lugares de fijación de la rémora más frecuentes son también las zonas que proporcionan la máxima tasa de reducción de la resistencia.

## Uso para la pesca
Algunas culturas utilizan las rémoras para pescar tortugas. Se sujeta una cuerda a la cola de la rémora y, cuando se ve una tortuga, se suelta el pez desde la embarcación; normalmente se dirige directamente a la tortuga y se sujeta al caparazón de ésta, y entonces se arrastra a la rémora y a la tortuga. Las tortugas más pequeñas pueden ser arrastradas completamente hacia la embarcación con este método, mientras que las más grandes son arrastradas dentro del alcance del arpón. Esta práctica se ha registrado en todo el Océano Índico, especialmente en el este de África, cerca de Zanzíbar y Mozambique, y del norte de Australia, cerca de la Cape York y del Estrecho de Torres.
Informes similares proceden de Japón y de América. Algunos de los primeros registros del "pez pescador" en la literatura occidental provienen de los relatos del segundo viaje de Cristóbal Colón. Sin embargo, Leo Wiener considera que los relatos de Colón son apócrifos: lo que se tomó por relatos de las Américas puede haber sido, en realidad, notas que Colón obtuvo de los relatos de las Indias Orientales, su destino deseado.

## Géneros y especies
Existen ocho especies válidas en esta familia, agrupadas en cuatro géneros:
- Género Echeneis (Linnaeus, 1758):
  - Echeneis naucrates (Linnaeus, 1758) - Rémora, Pega, Rémora rayada o Pegatimón.
  - Echeneis neucratoides (Zuiew, 1786) - Rémora- filo blanco o Pega aleta blanca.
- Género Phtheirichthys (Gill, 1862):
  - Phtheirichthys lineatus (Menzies, 1791) - Rémora delgada.
- Género Remora (Gill, 1862):
  - Remora australis (Bennett, 1840) - Rémora ballenera.
  - Remora brachyptera (Lowe, 1839) - Rémora-robusta o Rémora de Merlín.
  - Remora osteochir (Cuvier, 1829) - Rémora marlinera o Pez pega disco.
  - Remora remora (Linnaeus, 1758) - Rémora o Rémora tiburonera.
- Género Remorina (Jordan y Evermann, 1896):
  - Remorina albescens (Temminck y Schlegel, 1850) - Rémora-blanca.

## Mitología
En la Antigüedad, se creía la leyenda que la rémora podía adherirse a un barco e impedir que este navegara. En un relato notable de Plinio el Viejo, se culpa a una rémora de la derrota de Marco Antonio en la batalla de Accio, e indirectamente de la muerte de Calígula.  Jorge Luis Borges presenta una versión moderna de la historia en El libro de los seres imaginarios.